# Rétihéjaformák
A  rétihéjaformák (Circinae) a madarak osztályának vágómadár-alakúak (Accipitriformes) rendjébe  és vágómadárfélék (Accipitridae) családjába  tartozó alcsalád egyetlen neme.
A klasszikus rendszertani felfogással szemben az újabb rendszerek szerint csak a Circus nem rétihéjái tartoznak ebbe az alcsaládba, mert a korábban ide sorolt kettő odúhéja fajt különálló alcsaládba, az odúhéjaformákba (Polyboroidinae) sorolják, míg a korábban szintén ide tartozó odúölyv (Geranospiza caerulescens) jelenleg az ölyvformák (Buteoninae) alcsaládjába tartozik.
1 nem és 13 faj tartozik az alcsaládba.

## Rendszerezésük
Az alcsaládhoz az egyetlen nem a Circus tartozik, melyet Bernard Germain de Lacépède írt le 1799-ben.
- pettyes rétihéja (Circus assimilis)
- fakó rétihéja (Circus macrourus)
- szerecsen rétihéja (Circus maurus)
- kékes rétihéja (Circus cyaneus)
- amerikai rétihéja (Circus hudsonicus vagy Circus cyaneus hudsonius)
- patagóniai rétihéja (Circus cinereus)
- fehérhasú rétihéja (Circus buffoni)
- hamvas rétihéja (Circus pygargus)
- tarka rétihéja (Circus melanoleucos)
- barna rétihéja (Circus aeruginosus)
- békászó rétihéja (Circus ranivorus)
- mocsári rétihéja (Circus approximans)
- pápua rétihéja (Circus spilothorax)
- réunioni rétihéja (Circus maillardi)
- mangrove rétihéja (Circus spilonotus)
- madagaszkári rétihéja (Circus macrosceles)
- Eyles-rétihéja (Circus eylesi) - régen kihalt faj, egykor Új-Zéland szigetein élt.
- erdei rétihéja (Circus dossenus) - régen kihalt faj, egykor Hawaii szigetein élt.

## Képek

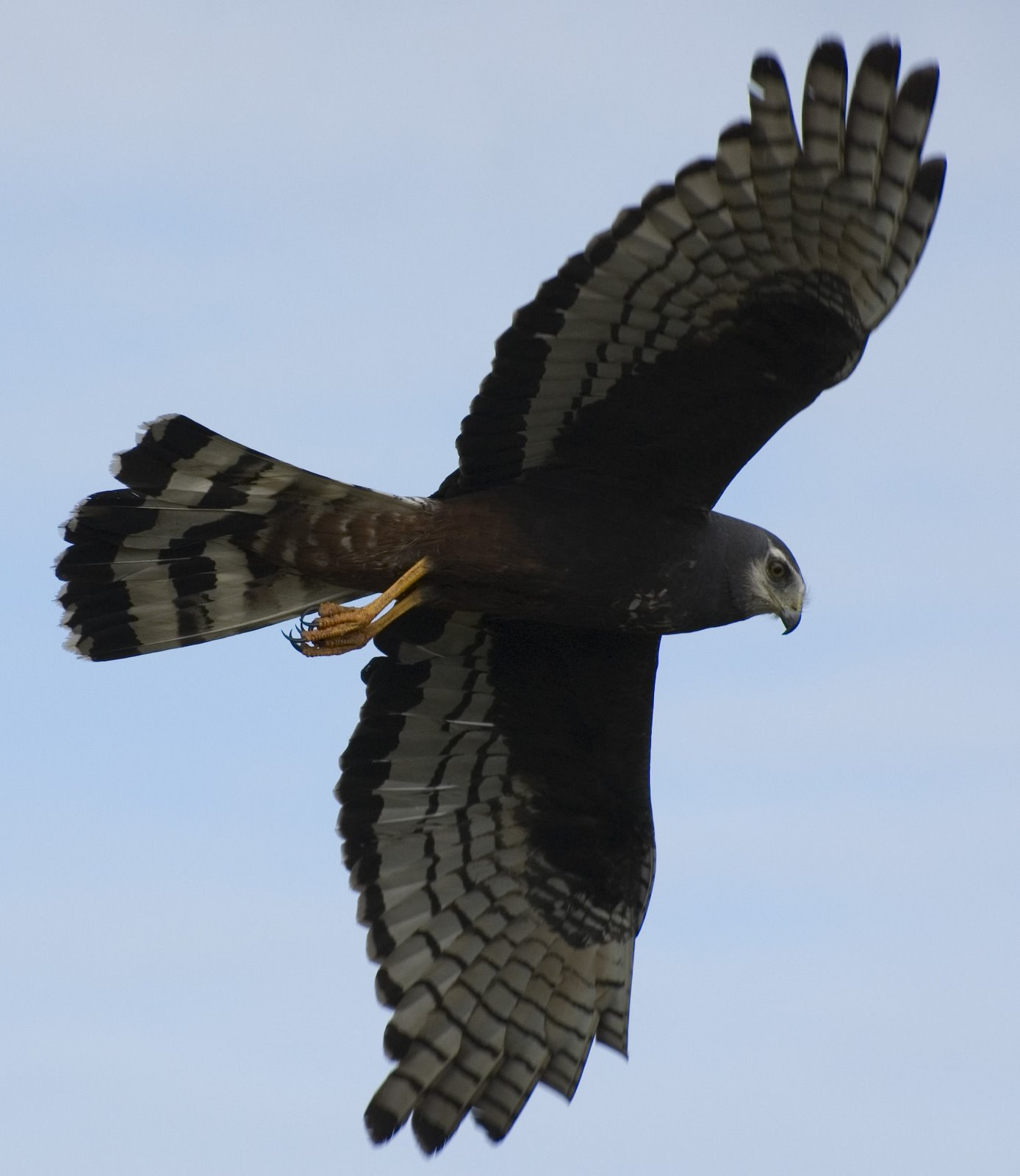
fehérhasú rétihéja (Circus buffoni)
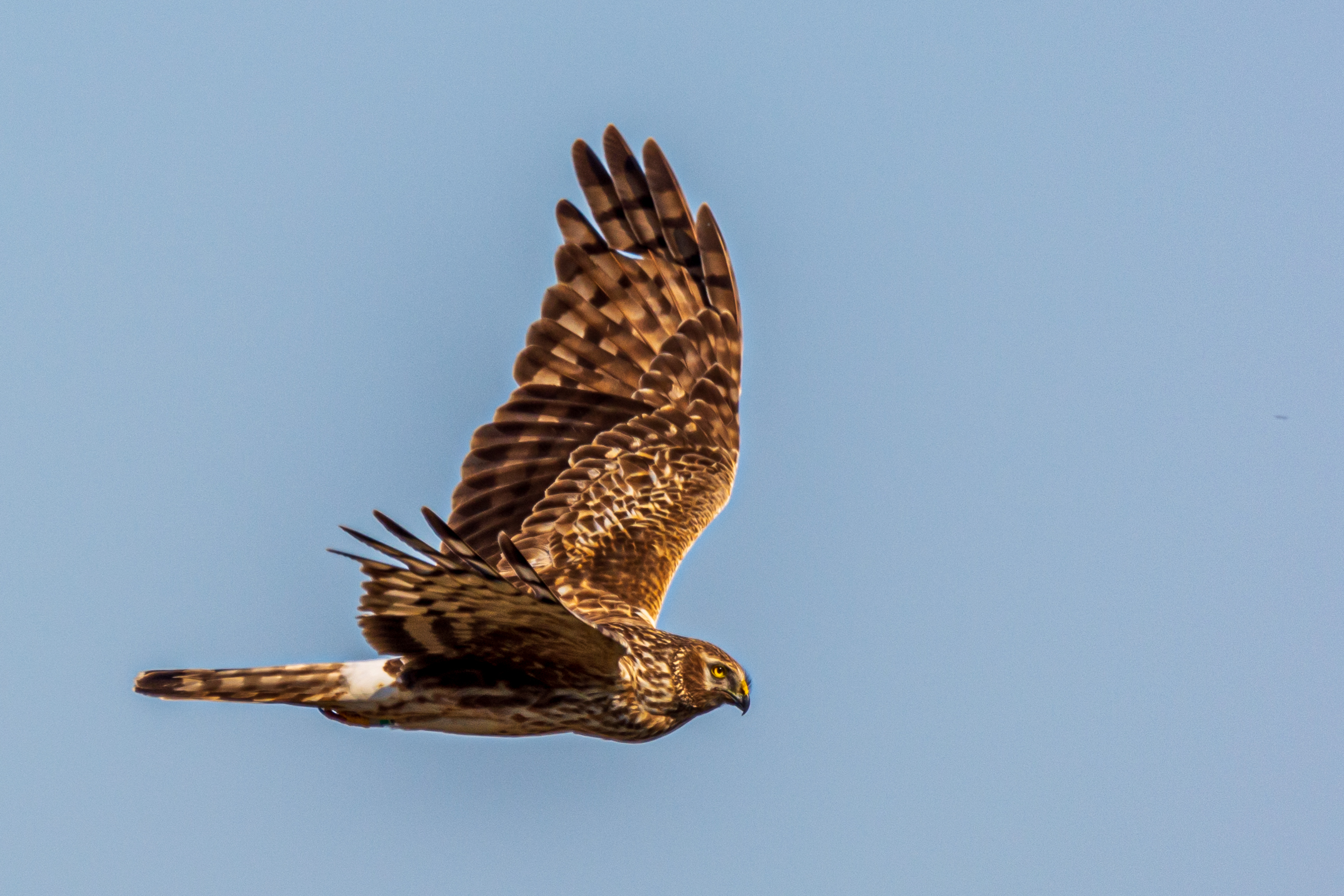
kékes rétihéja (Circus cyaneus)
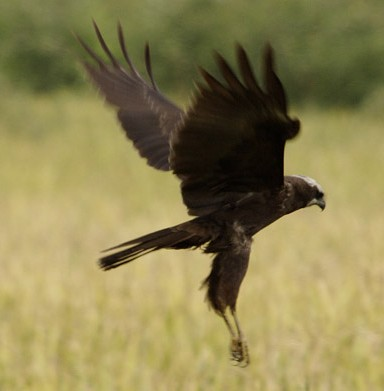
Barna rétihéja (Circus aeruginosus)